# Sylvain Piron
Sylvain Piron, né à Paris en 1967, est un enseignant-chercheur et historien français. Directeur d'études à l'École des hautes études en sciences sociales (EHESS), il est spécialiste de l'histoire intellectuelle médiévale du XIIe au XIVe siècle.

## Biographie
En 1999, Sylvain Piron obtient un doctorat en histoire à l'École des hautes études en sciences sociales avec une thèse intitulée Parcours d'un intellectuel franciscain, d'une théologie vers une pensée sociale : l’œuvre de Pierre de Jean Olivi (ca. 1248-1298) et son traité "De contractibus" et rédigée sous la direction d'Alain Boureau.
Il a traduit en français la première correspondance attribuée à Abélard et Héloïse,.
En 2016, il obtient le Grand prix des Rendez-vous de l'histoire pour son livre sur Opicinus de Canistris,.
Sylvain Piron s’est également intéressé aux mouvements spirituels dissidents (fraticelles, béguines). Il est spécialiste de Marguerite Porete, béguine et mystique.
Il dirige depuis 2003 la micro-revue électronique Oliviana.
Il a proposé, avec Armelle Le Huërou, la première édition critique de la Vie de Christine l’admirable par Thomas de Cantimpré,.
Il est invité d'honneur de l’Oulipo en 2016.
Il mène en parallèle, depuis 2018, une enquête de grande ampleur sur l’histoire de l’Occident et l’origine de ses conditionnements économiques,. Les deux volumes actuellement publiés (1. L'Occupation du monde, 2018, rééd. 2024 et 2. La Généalogie de la morale économique, 2020) éclairent les racines de la crise écologique actuelle. 
En 2021, il co-fonde les éditions Vues de l'esprit.
Il est l'auteur, en 2023, d'une nouvelle traduction et d'un commentaire du Cantique de Frère Soleil ou Cantique des créatures de François d'Assise. Les apports de ce texte à la pensée écologique sont mis en lumière.
Il est le premier récipiendaire du prix de la pensée européenne décerné à Conques en 2024.

## Prises de position
À la faveur d'une longue recension dans la Revue de synthèse, il a dénoncé les thèses soutenues par Sylvain Gouguenheim dans l'ouvrage Aristote au mont Saint-Michel, le qualifiant de falsification historiographique.
Lors de la polémique lancée en 2014 aux Rendez-vous d'histoire de Blois, il marque son soutien à Marcel Gauchet auquel François Azouvi et lui ont consacré un livre d'entretiens (La condition historique de Marcel Gauchet, Paris, Stock, 2003). Il répond à Ludivine Bantigny, critique vis-à-vis de l'historien, sur le site Mediapart.
En 2018 et 2019, il milite pour la défense de la forêt de la Corniche des Forts à Romainville,. Le combat mené localement a inspiré, ailleurs en France, les modes d'action d'autres collectifs de zones à défendre.

## Publications
- Alain Boureau et Sylvain Piron, Pierre de Jean Olivi (1248-1298) : pensée scolastique, dissidence spirituelle et société, Paris, Librairie philosophique J. Vrin, coll. « Études de philosophie médiévale », 1999, 413 p. (ISBN 978-2-7116-1398-4, lire en ligne).
- Sylvain Piron (éd.), Lettres des deux amants attribuées à Héloïse et Abélard, Paris, Gallimard, coll. « NRF », 2005, 219 p. (ISBN 978-2070773718).
- Pierre de Jean Olivi (trad. Sylvain Piron), Traité des contrats : Édition, traduction, présentation et commentaires, Paris, Les Belles Lettres, coll. « Bibliothèque scolastique », 2012, 438 p. (ISBN 978-2251610054).
- Sean L. Field, Robert E. Lerner et Sylvain Piron (dir.), Marguerite Porete et le Miroir des simples âmes : Perspectives historiques, philosophiques et littéraires, Paris, Vrin, coll. « Études de philosophie médiévale », 2012, 368 p. (ISBN 978-2711625246).
- Sylvain Piron, Dialectique du monstre : enquête sur Opicino de Canistris, Bruxelles, Zones Sensibles, coll. « Études de philosophie médiévale », 2015, 224 p. (ISBN 978-2930601496).Grand prix des Rendez-vous de l'histoire (2016).(it) Dialettica del mostro  (trad. Angela Guidi Nissim), Milan, Adelphi, coll. « Imago, 4 », 2019, 349 p. (ISBN 978-8845933523)
- Sylvain Piron, L'Occupation du monde, Bruxelles, Zones Sensibles, 2018, 237 p. (ISBN 978-2930601335), rééd. Paris, Points Essais, 2024, 352 p.
- Sylvain Piron, L'Occupation du monde : Généalogie de la morale économique, vol. II, Bruxelles, Zones Sensibles, 2020, 445 p. (ISBN 978-2930601441).
- Sylvain Piron (éd.) et Armelle Le Huërou (trad.), Christine l’Admirable : Vie, chants et merveilles, Bruxelles, Vues de l’esprit, 2021, 218 p. (ISBN 978-2931146002). Traduction italienne : Tommaso di Cantimpré, Vita di Cristina l'Ammirabile, Edizione critica a cura di Sylvain Piron e Armelle le Huërou, Milan, Edizioni Biblioteca Francesca, 2023, 182 p.
- Sylvain Piron (dir.), Pietro di Giovanni Olivi e i francescani spirituali, Milan, Edizioni Biblioteca Francescana, 2021, 416 p. (ISBN 978-8879623520)
- Saint François d'Assise (trad. Sylvain Piron), Le Cantique de Frère Soleil, Paris, PUF, 2023, 96 p. (ISBN 978-2130849087)